# Distrikt San Salvador
Der Distrikt San Salvador liegt in der Provinz Calca in der Region Cusco in Südzentral-Peru. Der Distrikt wurde am 28. Februar 1946 gegründet. Er besitzt eine Fläche von 128 km². Beim Zensus 2017 wurden 5976 Einwohner gezählt. Im Jahr 1993 lag die Einwohnerzahl bei 4868, im Jahr 2007 bei 5219. Sitz der Distriktverwaltung ist die am rechten Flussufer des Río Urubamba auf 2934 m Höhe gelegene Ortschaft San Salvador mit 1522 Einwohnern (Stand 2017). San Salvador liegt knapp 27 km südöstlich der Provinzhauptstadt Calca sowie 22 km östlich der Regionshauptstadt Cusco.

## Geographische Lage
Der Distrikt San Salvador liegt in den Anden im äußersten Südosten der Provinz Calca. Der Río Urubamba durchquert den Distrikt in nordwestlicher Richtung.
Der Distrikt San Salvador grenzt im Süden an die Distrikte Lucre und Oropesa (beide in der Provinz Quispicanchi), im Südwesten an die Distrikte Saylla und San Jerónimo (beide in der Provinz Cusco), im Westen an den Distrikt Taray, im Norden an den Distrikt Písac sowie im Nordosten und im Osten an die Distrikte Colquepata und Caicay (beide in der Provinz Paucartambo).

## Ortschaften
Im Distrikt gibt es neben dem Hauptort folgende größere Ortschaften:
- Ccamahuara (345 Einwohner)
- Chiripata (349 Einwohner)
- Pacor (214 Einwohner)
- Siusa (393 Einwohner)
- Vicho (223 Einwohner)